# Hazart
Hazart war eine Lehensherrschaft der Kreuzfahrer im 12. und 13. Jahrhundert, die zunächst zur Grafschaft Edessa und später zum Fürstentum Antiochia gehörte.
Zentrum und Namensgeber der Herrschaft war die heutige Stadt Azaz, im Gouvernement Aleppo in Syrien, die die Kreuzfahrer Hazart nannten. Auf dem antiken Burghügel von Azaz errichteten die Kreuzfahrer eine Burg. Die Zitadelle, die sich zuvor auf jenem Hügel befunden hatte, war bei einem Erdbeben am 29. November 1115 eingestürzt.
Die Herrschaft wurde vom Grafen Joscelin I. von Edessa errichtet, der Azaz 1118 erobert hatte. Die Stadt hatte sich zuvor dem Atabeg Ilghazi von Aleppo unterworfen, der die Belagerung durch die Kreuzfahrer aber nicht aufheben konnte. 1120 wurde Hazart von Ilghazi belagert, der beim Herannahen eines von Joscelin I. befehligten Entsatzheeres aber wieder abrückte. Eine weitere Belagerung durch die Seldschuken im Jahr 1125 wurde durch den Sieg der Kreuzfahrer in der Schlacht von Azaz aufgehoben. Nachdem Edessa 1144/47 von den syrischen Seldschuken erobert worden war, blieb Hazart in christlicher Hand, stand aber nun unter der Hoheit des Fürstentums Antiochia. Zwischen 1188 und 1194 scheint Hazart von den Ayyubiden besetzt gewesen zu sein. Die Herrschaft wurde spätestens 1267 von den Mamluken unter Sultan Baibars I. erobert.
Folgende Herren von Hazart sind überliefert:
- Tankred von Hazart († nach 1170)
- Peter I. von Hazart († nach 1195)
- Wilhelm von Hazart († nach 1219)
- Peter II. von Hazart († nach 1263)